# District Kirovski (Jekaterinenburg)
District Kirovski (Russisch: Кировский район; Kirovski rajon) is een bestuurlijk district in het oosten van de Russische stad Jekaterinenburg. Het omvat een gedeelte van het centrum van de stad en een aantal woonwijken. Het ligt naast de stad Berjozovski.
Het district heeft een oppervlakte van ongeveer 45 km² en telde 212.587 inwoners bij de volkstelling van 2002 tegen 234.461 bij de volkstelling van 1989. Het district telt 6 microdistricten en eind 2005 116 straten, 41 zijstraten, 3 pleinen (plosjtsjadts), 1 brede avenue (de Leninski Prospekt), 1 boulevard (Sirenevy) en 1 blinde steeg (Briketski).

## Microdistricten en overige stedelijke gebieden
| Naam                     | Russisch            |
| ------------------------ | ------------------- |
| Kalinovski               | Калиновский         |
| Izoplit                  | Изоплит             |
| Peski                    | Пески               |
| Pionerski (gedeeltelijk) | Пионерский          |
| Severny Sjartasj         | Северный Шарташ     |
| Sjartasj(ski)            | Шарташ(ский)        |
| Vtoezgorodok             | Втузгородок         |
| ZjBI (inc. Komsomolski)  | ЖБИ (Комсомольский) |

## Geschiedenis
District Kirovski ontstond tijdens de oorlogsjaren door de opsplitsing van de stad in verschillende bestuurlijke eenheden in opdracht van het presidium van de Opperste Sovjet van de RSFSR. Dit werd gedaan vanwege de grote groei van de bevolking en de industrie in die tijd, mede doordat een groot aantal complete fabrieken vanuit Europees Rusland naar de steden achter de Oeral werden verplaatst om ze uit handen van Hitler te houden (zie oostfront en Grote Vaderlandse Oorlog). Zo kwam op 26 juli 1943 het oostelijke deel van de stad onder jurisdictie van het district Kirovski te staan.
De eerste bebouwing in het district, het plaatsje Sjartasj (nu ook Sjartasjki genoemd), stamt uit 1672 en vormt daarmee de oudste Russische plaats op het grondgebied van het huidige Jekaterinenburg. In 1723 ontstond Jekaterinenburg zelf en in de jaren 30 van de 18e eeuw liet een van de stichters van de stad, Vasili Tatisjtsjev, hier een huis bouwen buiten het toenmalige Jekaterinenburg. In 1792 werd op deze plek een begin gemaakt met de bouw van de Christus-hemelvaartkerk, die pas ongeveer 100 jaar later gereed kwam. In de 19e eeuw werden huizen gebouwd langs de dam van de stedelijke vijver (gorodskoj proet). De eerste huizen verrezen langs de toenmalige Glavny prospekt (nu de oelitsa Karla Liebknechta), de Voskresenski prospekt (nu de Prospekt Lenina, de belangrijkste weg van Jekaterinenburg) en de 2-ja Beregovaja oelitsa ("2e kustweg"; nu de oelitsa Gorkogo). Het westelijkste deel van het district vormt onderdeel van het huidige centrum en bevatte in de 19e eeuw verschillende industrieën, waaronder een grote destilleerder (A.A. Sjatsillo). Het grootste deel van de bebouwing in het district verrees echter pas in de jaren 20 en 30 rond enkele bestaande nederzettingen. Hiertoe behoren de woonwijken Vtoezgorodok en Pionerski. In de naoorlogse jaren werd de bebouwing verder naar het oosten uitgebreid met grote industriegebieden en nieuwe woongebieden. Het grootste woongebied van Jekaterinenburg, het microdistrict Komsomolski (of Novy ZjBI), dat onderdeel vormt van het stedelijk gebied ZjBI, werd gerealiseerd in de jaren 70 en 80. Begin 21e eeuw werd dit microdistrict echter voorbijgestreefd in grootte door het nieuwe Akademitsjeski.

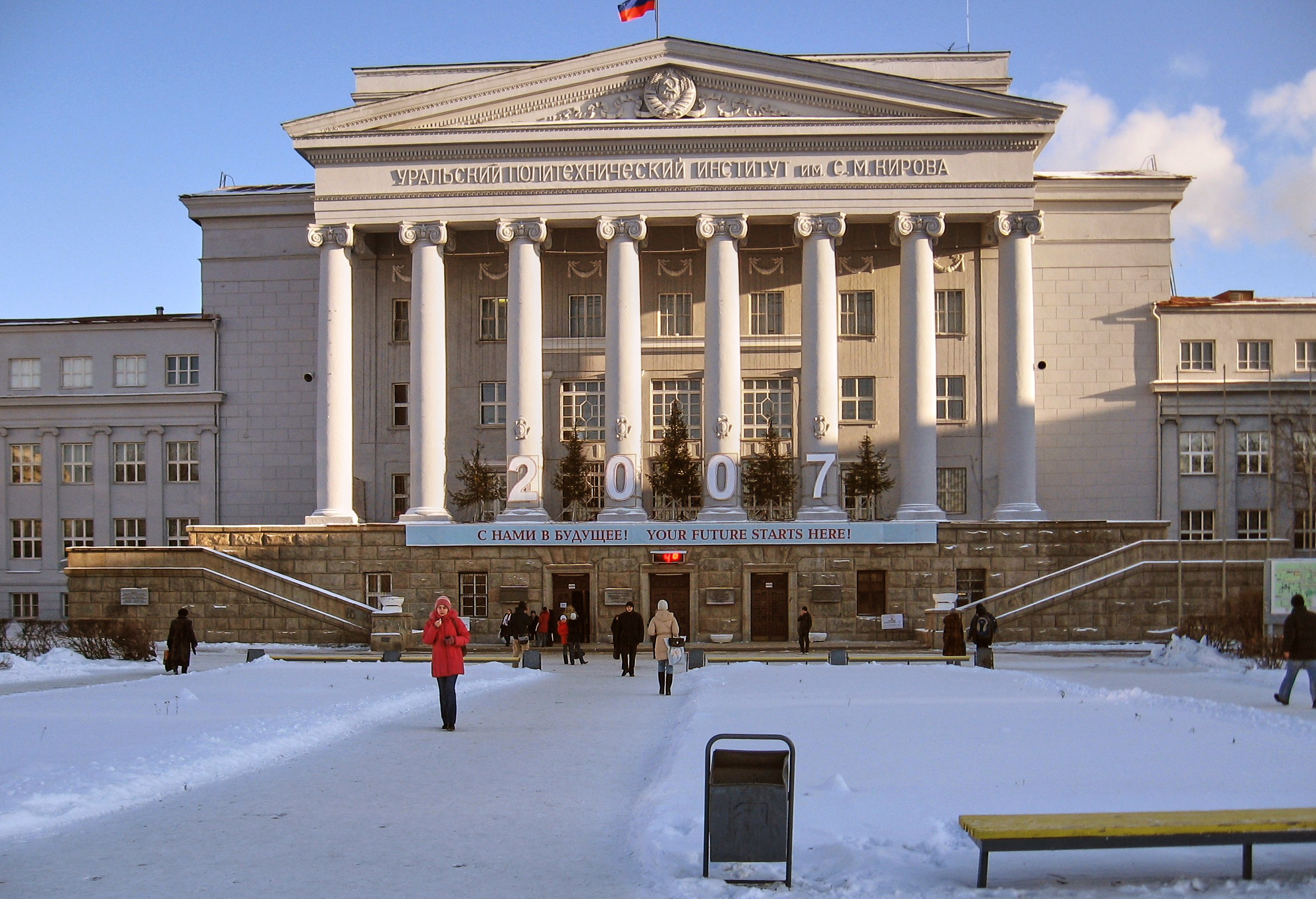
Hoofdgebouw van de Technische Staatsuniversiteit van de Oeral (kerst 2006)

## Economie en wetenschap
Het district heeft 23 grote industriële ondernemingen, die vooral actief zijn in de metaalbewerkingsector en verder constructiematerialen en gereedschap produceren.
In het district staan een groot aantal instellingen voor hoger onderwijs. De Oeral-vestiging van de Russische academie der wetenschappen is er gevestigd met een groot aantal onderwijs- en onderzoeksinstellingen en een aantal grote universiteiten en academies, zoals de:
- Technische Staatsuniversiteit van de Oeral (UGTU-UPI)
- Staatsuniversiteit van de Oeral (UrGU)
- Universiteit voor Geesteswetenschappen
- Staatsacademie van de Oeral voor Architectuur en Kunsten
- Staatsacademie van de Oeral voor Landbouw
- Staatsacademie van de Oeral voor Rechten

## Transport
Het district wordt bediend door autobussen (private en overheidsbedrijven), trolleybussen en trams. Bij de planning van de metro van Jekaterinenburg werd ook een lijn naar Kirovski voorzien, maar het valt niet te verwachten dat deze er voorlopig zal komen in komende decennia.

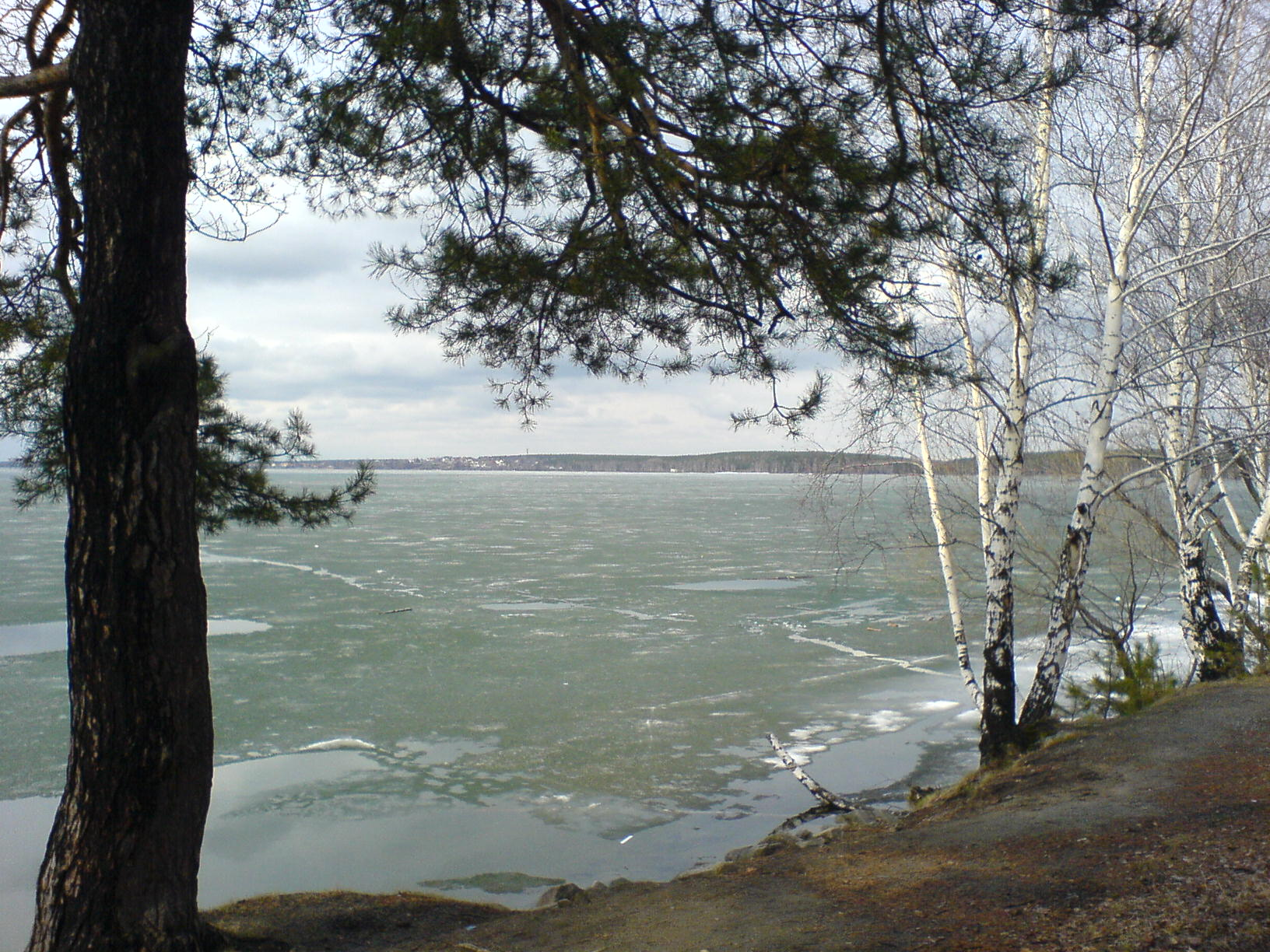
Zicht over het Sjartasjmeer

## Bezienswaardigheden
Het district ligt rond het Sjartasjmeer, dat is vernoemd naar Sjartasj, een vroegere oudgelovigennederzetting die nu de woonwijk Sjartasjski omvat. Het Sjartasjmeer is sterk in trek bij vissers en dagjesmensen. Lange tijd werd het water gebruikt voor industriële doeleinden, maar in de sovjettijd werd men zich bewust van de waarde van het meer voor onder andere drinkwater en sindsdien wordt het meer beter beheerd. Bij het meer bevinden zich de Sjartasjkie rotstenten (Шарташские каменные палатки), een bijzondere rotsformatie, waar archeologen gebruiksvoorwerpen hebben gevonden uit de oudheid, waarvan het oudste werd gedateerd op 9000 tot 10.000 v.Chr. De rotsen hebben de status van 'Russisch archeologisch monument'. Er bevindt zich ook een dendrologisch park met een aantal zeldzame en exotische boom- en heestersoorten.
Het district telt een drietal theaters: het theater voor jeugdige toeschouwers, het theater voor muzikale komedie en het kamertheater. Ook bevinden zich 5 bibliotheken in het district, waarvan een wetenschappelijke.

## Politiek
De huidige bestuurder van het district is sinds maart 2004 Vadim Vorobjev. Zijn voorgangers waren Vladimir Gmyzin (december 1993 tot augustus 2002) en Nikolaj Chalzov (augustus 2002 tot maart 2004).